# Karl Wilhelm Becker
Karl Wilhelm Becker (Spira, 28 giugno 1772 – Bad Homburg vor der Höhe, 11 aprile 1830) è stato un numismatico, bibliotecario e mercante tedesco, ma anche un imitatore, un falsario e contraffatore di monete antiche.

## Biografia
Karl Wilhelm Becker era figlio di un commerciante di vini a Spira. A Bordeaux, completò un apprendistato per poi occuparsi dell'attività paterna.
Intorno al 1795 aprì la propria enoteca a Francoforte sul Meno e nello stesso anno sposò Maria Catharina Becker Tremelius (1778-1828), dalla quale divorziò il 30 gennaio 1822.
Dopo un breve soggiorno a Monaco di Baviera, come commerciante d'arte e antiquario, tra il 1798 e il 1803 lavorò come mercante di stoffe a Mannheim e dal 1806 iniziò a lavorare come orafo e già rivelò una straordinaria capacità di copiare alla perfezione le monete greche,oltre a gestire la propria arte e il commercio di oggetti antichi.
Viaggiando in Svizzera e nel nord Italia, conobbe importanti numismatici e nel 1814 ottenne la fiducia del principe Carl von Isenburg, che lo nominò assessore e gli diede un lavoro come bibliotecario.
Johann Wolfgang von Goethe, nel 1815, nel suo scritto Arte e Antichità, lo definì «un numismatico eccellente che ha saputo elaborare un'importante serie di monete di tutti i tempi per illustrare la storia dei suoi studi»;i due personaggi si incontrarono nel 1816 e Goethe acquistò alcune monete di bronzo.
Il culmine della attività di Becker fu nel decennio tra il 1815 e il 1825.
In questo periodo non si peritò di smerciare le contraffazioni da lui eseguite al suo protettore, il principe di Isenburg, e soprattutto ai facoltosi ebrei di Francoforte sul Meno.
In questo decennio incise più di seicento conii, dei quali 133 di monete greche, 136 romane, 25 visigotiche, 1 merovingia, ecc.
Nel 1825 il numismatico italiano Domenico Sestini, in uno scritto intitolato Oltramontano, Becker di Hanau, mise i collezionisti in guardia contro questo falsificatore abilissimo.
Questi si difese dichiarando di avere eseguito quelle falsificazioni solo per proprio diletto.
Nello 1826 si trasferì a Bad Homburg, dove morì impoverito nel 1830.

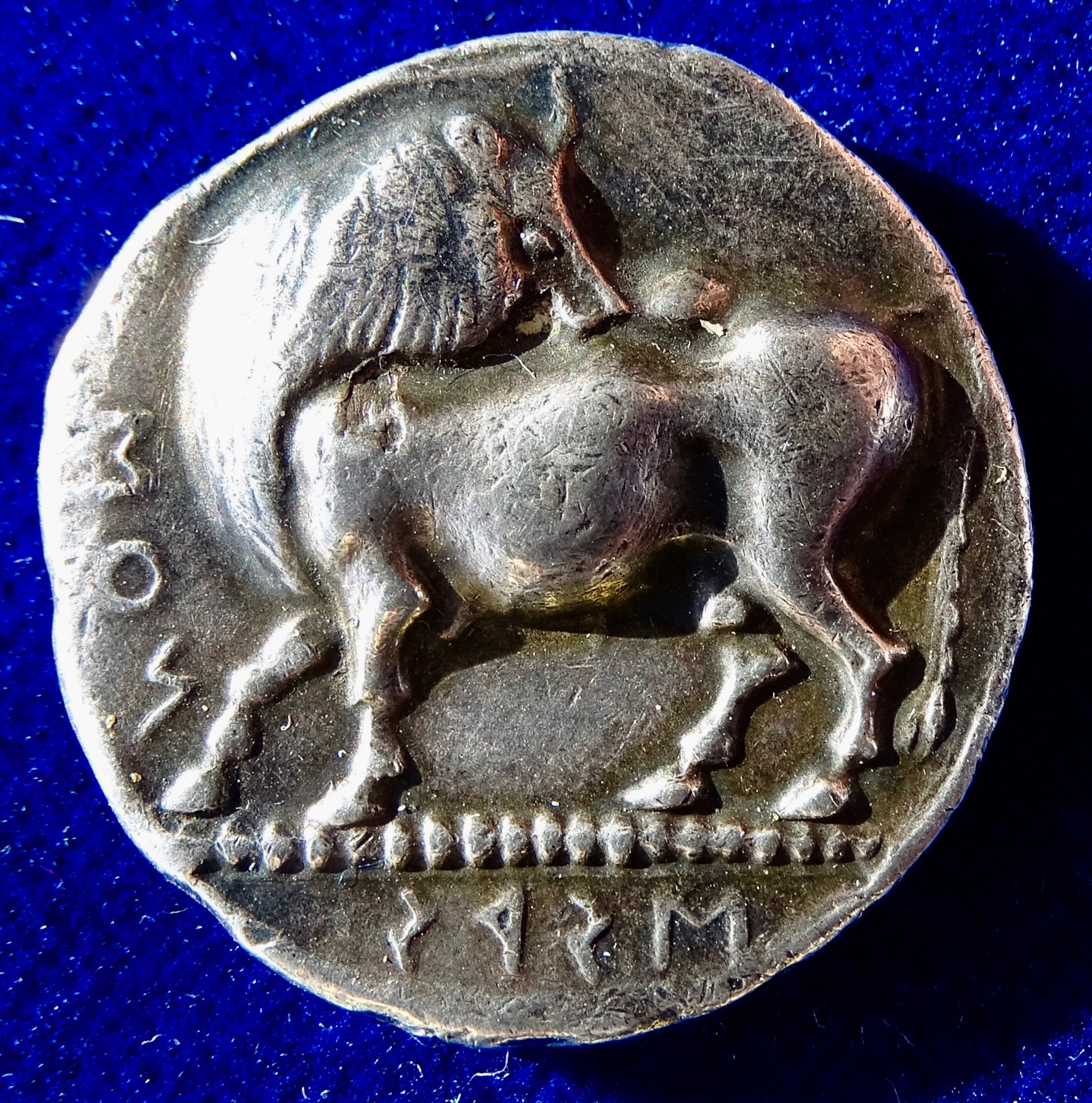
Tetradramma in stile tardo arcaico della colonia ionica di Siris nel sud Italia, progettato da Becker
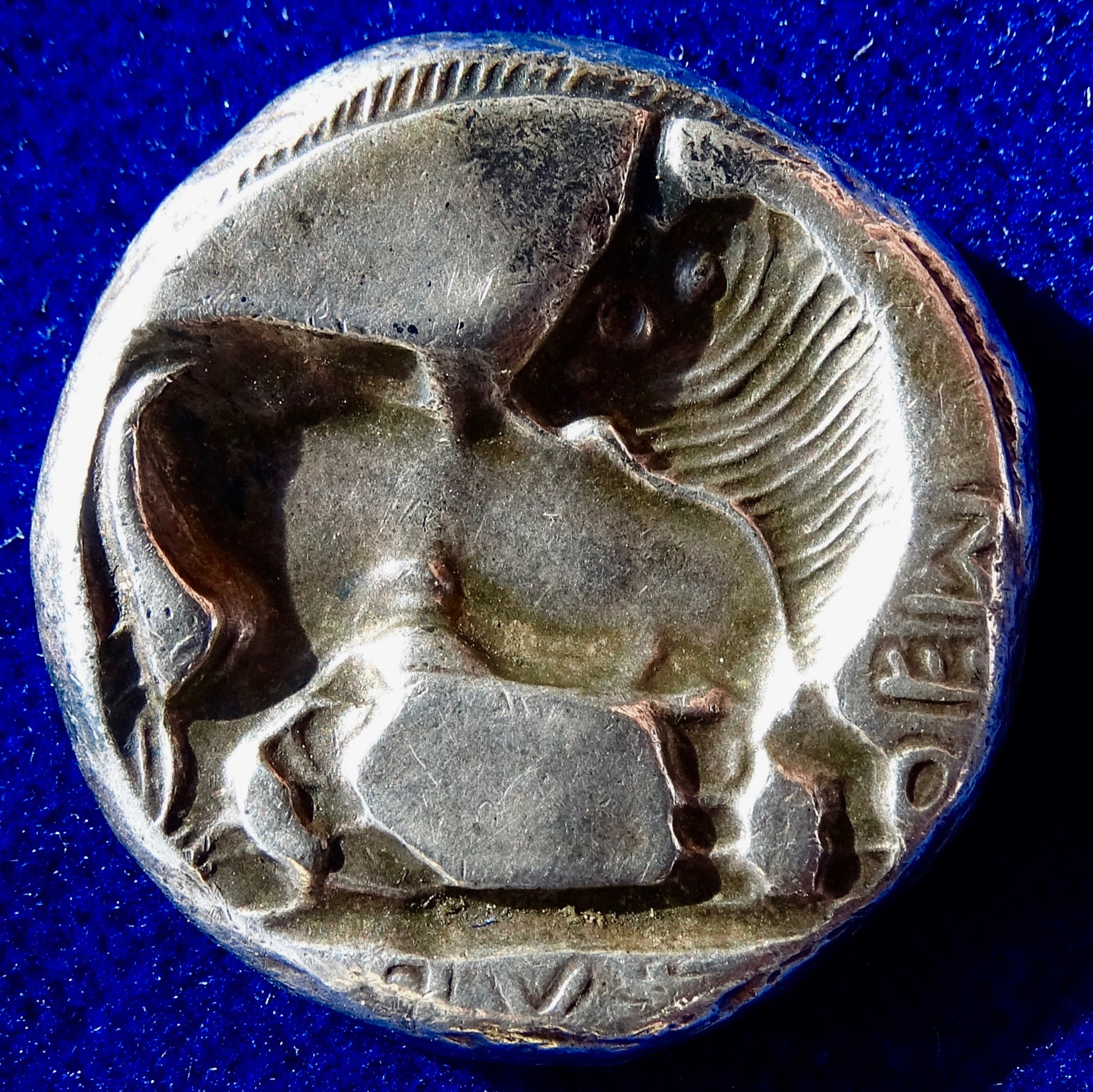
Tetradramma in stile tardo arcaico della colonia ionica di Siris nel sud Italia, progettato da Becker
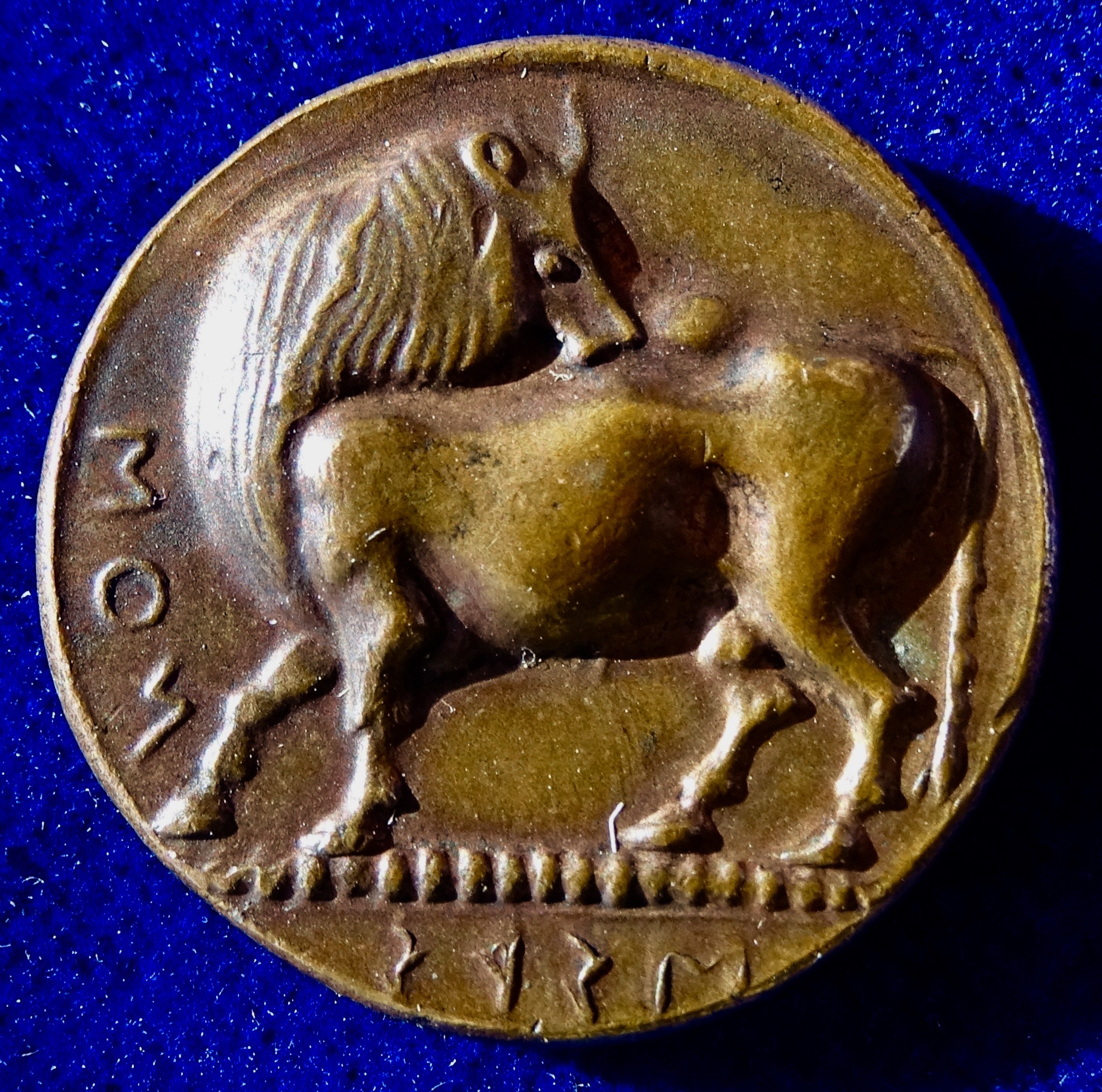
Tetradramma in stile tardo arcaico della colonia ionica di Siris nel sud Italia, progettato da Becker